# Gran Premio d'Europa 2011
Il Gran Premio d'Europa 2011 si è corso domenica 26 giugno 2011 sul Circuito urbano di Valencia ed è stata l'ottava prova della stagione 2011 del Campionato mondiale di Formula 1. La gara è stata vinta dal tedesco Sebastian Vettel su Red Bull Racing-Renault, al suo sedicesimo successo nel mondiale. Vettel ha preceduto sul traguardo lo spagnolo Fernando Alonso su Ferrari ed il suo compagno di squadra, l'australiano Mark Webber.

## Vigilia

### Sviluppi futuri
La F1 Commission, a seguito di una riunione tenuta presso l'aeroporto di Londra-Heathrow il 22 giugno propone di posticipare al 2014 l'introduzione dei nuovi motori turbo, al posto degli aspirati da 2400 cm³ attualmente in funzione. I nuovi motori dovrebbero avere sei cilindri, contro i quattro inizialmente previsti. Tre dei quattro fornitori di propulsori presenti in Formula 1, ovvero la Ferrari, la Mercedes e la Cosworth, si erano opposti, nelle settimane precedenti, all'introduzione già dal 2013 del nuovo tipo di motore, mentre la Renault aveva minacciato di abbandonare la F1 qualora il motore turbo non fosse stato reintrodotto.
La proposta dovrà essere ratificata dal Consiglio Mondiale della FIA.

### Aspetti tecnici
La Pirelli, fornitore unico degli pneumatici, porta per questa gara coperture di tipo morbido e medio.
Inizialmente la casa italiana aveva deciso di fornire gomme morbide e supermorbide, come sui circuiti cittadini di Monaco e Montréal. La pista spagnola presenta però delle caratteristiche molto differenti da questi due circuiti a causa della presenza di curve veloci e tratti di piena accelerazione. Ciò sollecita enormemente gli pneumatici, tanto che la Pirelli passa a una tipologia di coperture più dure. Per le gomme medie è l'esordio nel mondiale.
La FIA vieta la possibilità di modificare la mappatura del motore tra le qualifiche e la gara. In tal modo il settaggio della mappatura utilizzata in qualifica dovrà ora essere usata alla partenza, e la prima opportunità di modificare le mappature sarà il primo pitstop.
Come nel Gran Premio del Canada sono due le zone nelle quali i piloti possono attivare il DRS in gara. Il punto nel quale verrà calcolato il distacco tra le vetture viene fissato poco prima della curva 8, mentre le due zone dove i piloti potranno sfruttare l'ala mobile sono localizzate tra la curva 10 e la curva 12, e successivamente tra la curva 14 e la curva 17.
Vengono migliorate le barriere di protezione delle curve 12 e 17, dove, nella stagione precedente, Mark Webber e il pilota della GP2 Series Josef Král ebbero dei brutti incidenti.

### Aspetti sportivi
Il 23 novembre 2010, il quotidiano spagnolo El Periódico aveva annunciato che la città di Valencia, non era più disposta a pagare le spese annuali per l'organizzazione del gran premio. Il contratto con la FOM prevede che il gran premio sia assicurato fino al 2014, ma Francisco Camps, il presidente della Comunità Valenzana, aveva sottolineato come le spese annuali per il gran premio ammontassero a 48 milioni di €, mentre gli incassi fossero pari solo a 10 milioni, e di come gli spettatori fossero passati dai 112 000 del 2008 ai 75 000 nel 2010.
Le possibilità di chiudere anzitempo il contratto vennero però escluse da Bernie Ecclestone; Valencia avrebbe potuto liberarsi del gran premio solo proponendo un'alternativa, tanto che vennero intavolate delle discussioni sia con il Circuito di Portimão, in Portogallo, che col Circuito d'Alcañiz in Aragona.
Pochi giorni dopo le dichiarazioni di Francisco Camps, Paula Sánchez de León, portavoce del governo valenciano, affermò che non vi fossero in vista delle modifiche in merito alla tenuta della gara e di come il contratto sarebbe stato rispettato almeno fino alla scadenza naturale.
La presenza del gran premio a Valencia è stata successivamente messa in dubbio dallo stesso Bernie Ecclestone, sia per la poca spettacolarità del tracciato che per la presenza in Spagna di un altro gran premio. Ecclestone ha spesso affermato che lo stesso Paese non può ospitare due gran premi nella stessa stagione.
Jorge Martínez Aspar, organizzatore del gran premio a Valencia, ha affermato di essere fiducioso sul mantenimento della gara: 
 È appoggiato in questo dal presidente della Federazione Automobilistica Spagnola, Carlos Gracia, che ha assicurato sulla permanenza di due gare nel suo Paese: 
La FIA nomina l'ex pilota tedesco Heinz-Harald Frentzen commissario aggiunto per il gran premio. Aveva già svolto questa funzione durante l'edizione del 2010.
La Renault ha nominato John Wickman nuovo direttore sportivo; l'inglese ha già avuto esperienze in F1 quale proprietario del team Spirit negli anni ottanta.
Sergio Pérez torna alla guida della Sauber-Ferrari dopo che nel gran premio precedente era stato sostituito da Pedro de la Rosa a causa di alcuni problemi fisici, dovuti all'incidente patito nelle qualifiche del Gran Premio di Monaco. Nella prima sessione di prove del venerdì Nico Hülkenberg ha preso il posto di Paul di Resta alla Force India-Mercedes, Daniel Ricciardo quello di Sébastien Buemi alla STR-Ferrari e Karun Chandhok quello di Jarno Trulli alla Lotus-Renault.

## Prove

### Resoconto
Nella prima sessione Mark Webber della RBR-Renault fa segnare il miglior tempo davanti a Vitalij Petrov e Fernando Alonso. Nico Hülkenberg compie solo sei giri prima di andare a sbattere contro il muro, mentre Karun Chandhok, per problemi al cambio, compie due sole tornate, senza fare segnare tempi validi.
Nella seconda sessione del venerdì il miglior tempo è fatto segnare da Fernando Alonso, davanti a Lewis Hamilton e Sebastian Vettel. Il tedesco aveva fatto segnare il miglior tempo con le gomme medie, davanti a Webber e Alonso, che avevano fatto segnare tempi molto vicini.
Con le gomme morbide il primo a far segnare un tempo è Nick Heidfeld, ben un secondo e mezzo in meno rispetto al miglior tempo fatto segnare con le gomme medie. Successivamente il tempo è stato migliorato da Webber, poi da Vettel, Hamilton e infine da Alonso. Jaime Alguersuari è stato costretto a rinunciare alla sessione per un problema al propulsore della sua monoposto. Paul di Resta ha potuto girare solo negli ultimi 10 minuti della sessione, in quanto la vettura necessitava di riparazioni per l'incidente della mattina con Hülkenberg alla guida.
Nella sessione del sabato il miglior tempo è fatto da Sebastian Vettel davanti alle due Ferrari. Le due monoposto italiane avevano fatto segnare i migliori tempi nella prima fase della sessione. Successivamente il loro tempi sono stati battuti da Vettel prima, e da Nico Rosberg, con gomme morbide. Dopo aver montato le coperture più morbide le due Ferrari si sono riposizionate in seconda e terza piazza, dietro a Vettel.

### Risultati
Nella prima sessione del venerdì si è avuta questa situazione:
| Pos | Nº | Pilota          | Costruttore | Tempo    | Gap    | Giri |
| --- | -- | --------------- | ----------- | -------- | ------ | ---- |
| 1   | 2  | Mark Webber     | RBR-Renault | 1'40"403 |        | 22   |
| 2   | 10 | Vitaly Petrov   | Renault     | 1'41"227 | +0"824 | 20   |
| 3   | 5  | Fernando Alonso | Ferrari     | 1'41"239 | +0"836 | 22   |

Nella seconda sessione del venerdì si è avuta questa situazione:
| Pos | Nº | Pilota           | Costruttore      | Tempo    | Gap    | Giri |
| --- | -- | ---------------- | ---------------- | -------- | ------ | ---- |
| 1   | 5  | Fernando Alonso  | Ferrari          | 1'37"968 |        | 35   |
| 2   | 3  | Lewis Hamilton   | McLaren-Mercedes | 1'38"195 | +0"227 | 26   |
| 3   | 1  | Sebastian Vettel | RBR-Renault      | 1'38"265 | +0"297 | 31   |

Nella sessione del sabato mattina si è avuta questa situazione:
| Pos | Nº | Pilota           | Costruttore | Tempo    | Gap    | Giri |
| --- | -- | ---------------- | ----------- | -------- | ------ | ---- |
| 1   | 1  | Sebastian Vettel | RBR-Renault | 1'37"258 |        | 15   |
| 2   | 5  | Fernando Alonso  | Ferrari     | 1'37"678 | +0"420 | 16   |
| 3   | 6  | Felipe Massa     | Ferrari     | 1'37"840 | +0"582 | 17   |

## Qualifiche

### Resoconto
Nella prima fase il miglior tempo è fatto segnare da Felipe Massa che negli ultimi secondi monta gomme morbide per non rischiare l'eliminazione. Oltre ai soliti 6 piloti di Lotus-Renault, Virgin-Cosworth e HRT-Cosworth viene eliminato Jaime Alguersuari della STR-Ferrari.
In Q2, quando mancano circa otto minuti al termine, Pastor Maldonado della Williams-Cosworth ha dei problemi al cambio. Per rimuovere la vettura ferma sulla pista è necessario l'intervento degli steward; viene così esposta la bandiera rossa. Il miglior tempo è fatto segnare da Sebastian Vettel su RBR-Renault. Vengono eliminate le due Williams, le due Sauber-Ferrari, Sébastien Buemi, Paul di Resta e Vitalij Petrov. Ben cinque piloti tedeschi passano alla Q3.
Nell'ultima fase Fernando Alonso fa segnare il miglior tempo all'inizio, battuto poi da Lewis Hamilton e da Sebastian Vettel. Mark Webber, col secondo tentativo, riesce a inserirsi al secondo posto, mentre gli altri piloti di testa non migliorano i loro tempi. Per Vettel è la pole numero 22, la settima su otto gare nell'anno. Nick Heidfeld e Adrian Sutil non effettuano nemmeno un giro nella Q3 per preservare un treno di gomme in più per la gara.

### Risultati
Nella sessione di qualifica si è avuta questa situazione:
| Pos                         | Nº | Pilota             | Costruttore          | Q1       | Q2       | Q3          | Griglia |
| --------------------------- | -- | ------------------ | -------------------- | -------- | -------- | ----------- | ------- |
| 1                           | 1  | Sebastian Vettel   | RBR-Renault          | 1'39"116 | 1'37"305 | 1'36"975    | 1       |
| 2                           | 2  | Mark Webber        | RBR-Renault          | 1'39"956 | 1'38"058 | 1'37"163    | 2       |
| 3                           | 3  | Lewis Hamilton     | McLaren-Mercedes     | 1'39"244 | 1'37"727 | 1'37"380    | 3       |
| 4                           | 5  | Fernando Alonso    | Ferrari              | 1'39"725 | 1'37"930 | 1'37"454    | 4       |
| 5                           | 6  | Felipe Massa       | Ferrari              | 1'38"413 | 1'38"566 | 1'37"535    | 5       |
| 6                           | 4  | Jenson Button      | McLaren-Mercedes     | 1'39"453 | 1'37"749 | 1'37"645    | 6       |
| 7                           | 8  | Nico Rosberg       | Mercedes             | 1'39"266 | 1'38"373 | 1'38"231    | 7       |
| 8                           | 7  | Michael Schumacher | Mercedes             | 1'39"198 | 1'38"365 | 1'38"240    | 8       |
| 9                           | 9  | Nick Heidfeld      | Renault              | 1'39"877 | 1'38"781 | senza tempo | 9       |
| 10                          | 14 | Adrian Sutil       | Force India-Mercedes | 1'39"329 | 1'39"034 | senza tempo | 10      |
| 11                          | 10 | Vitalij Petrov     | Renault              | 1'39"690 | 1'39"068 | N.D.        | 11      |
| 12                          | 15 | Paul di Resta      | Force India-Mercedes | 1'39"852 | 1'39"422 | N.D.        | 12      |
| 13                          | 11 | Rubens Barrichello | Williams-Cosworth    | 1'39"602 | 1'39"489 | N.D.        | 13      |
| 14                          | 16 | Kamui Kobayashi    | Sauber-Ferrari       | 1'40"131 | 1'39"525 | N.D.        | 14      |
| 15                          | 12 | Pastor Maldonado   | Williams-Cosworth    | 1'39"690 | 1'39"645 | N.D.        | 15      |
| 16                          | 17 | Sergio Pérez       | Sauber-Ferrari       | 1'39"494 | 1'39"657 | N.D.        | 16      |
| 17                          | 18 | Sébastien Buemi    | STR-Ferrari          | 1'39"679 | 1'39"711 | N.D.        | 17      |
| 18                          | 19 | Jaime Alguersuari  | STR-Ferrari          | 1'40"232 | N.D.     | N.D.        | 18      |
| 19                          | 20 | Heikki Kovalainen  | Lotus-Renault        | 1'41"664 | N.D.     | N.D.        | 19      |
| 20                          | 21 | Jarno Trulli       | Lotus-Renault        | 1'42"234 | N.D.     | N.D.        | 20      |
| 21                          | 24 | Timo Glock         | Virgin-Cosworth      | 1'42"553 | N.D.     | N.D.        | 21      |
| 22                          | 23 | Vitantonio Liuzzi  | HRT-Cosworth         | 1'43"584 | N.D.     | N.D.        | 22      |
| 23                          | 25 | Jérôme d'Ambrosio  | Virgin-Cosworth      | 1'43"735 | N.D.     | N.D.        | 23      |
| 24                          | 22 | Narain Karthikeyan | HRT-Cosworth         | 1'44"363 | N.D.     | N.D.        | 24      |
| Tempo limite 107%: 1'45"301 |    |                    |                      |          |          |             |         |

Con i tempi in grassetto sono visualizzate le migliori prestazioni in Q1, Q2 e Q3.

## Gara

### Resoconto
Alla partenza Sebastian Vettel mantiene la testa, subito dietro Felipe Massa passa sia Lewis Hamilton che Fernando Alonso. Alla prima frenata Mark Webber resta all'interno bloccando Massa che viene sfilato sulla sinistra da Alonso che così passa anche Hamilton. Nei primi giri l'unico sorpasso nelle zone di testa è quello di Jenson Button che coglie il sesto posto passando Nico Rosberg alla prima curva del sesto giro.
Tra il 12º e 14º giro vi è il primo giro di pit stop per i battistrada. Hamilton al giro 13 passa Michael Schumacher; il tedesco al giro seguente danneggia l'ala anteriore per un contatto con Petrov. Guida sempre Vettel, davanti a Webber, Alonso, Hamilton, che grazie all’undercut ha sopravanzato Massa, lo stesso brasiliano e Button.
Al 20º giro, dopo avergli messo grande pressione per alcuni giri, Fernando Alonso passa Mark Webber sul lungo rettilineo del circuito spagnolo, usufruendo del DRS. Lo spagnolo mantiene la posizione fino al secondo pit stop. Webber anticipa di un giro Alonso e, quando il ferrarista esce dai box, è dietro all'australiano della RBR. Problemi al cambio gomme per Massa a causa di un dado che non si avvita bene costringono il pilota brasiliano ad una sosta più lunga di circa sei secondi e che lo costringe alla quinta posizione, distanziato di oltre dieci secondi da Hamilton.
Comanda sempre Vettel, davanti al compagno di scuderia Webber, Alonso, Hamilton, Massa e Jenson Button che sconta dei problemi al KERS. I primi tre restano racchiusi in 4” fino al quarantesimo giro, prima che Vettel inizi ad allungare un po’. Al giro 42 Webber e a Hamilton iniziano l’ultima tornata di stop, montando la mescola più dura. Al 45º giro viene la volta di Alonso, che riesce a tornare davanti a Webber grazie al ritmo poco brillante dell’australiano con le dure.
Sebastian Vettel vince così per la sedicesima volta in carriera, come Stirling Moss, e si porta in vantaggio di 75 punti sui più diretti inseguitori, Jenson Button e Mark Webber. Tutte e 24 le vetture raggiungono il traguardo stabilendo un nuovo primato per un gran premio valido per il mondiale di Formula 1. Il record precedente, di 23 vetture, apparteneva al Gran premio di Cina dello scorso 17 aprile. Era dal Gran Premio d'Italia 2005 che tutte le vetture tagliavano il traguardo senza ritiri e curiosamente in entrambe le occasioni si è classificato ultimo l'indiano Karthikeyan, che con questo 24º posto stabilisce il record di peggiore posizione mai raggiunta al traguardo per un pilota, battendo quindi il suo precedente primato.

### Risultati
I risultati del gran premio sono i seguenti:
| Pos | Nº | Pilota             | Costruttore          | Giri | Tempo/Ritiro | Griglia | Punti |
| --- | -- | ------------------ | -------------------- | ---- | ------------ | ------- | ----- |
| 1   | 1  | Sebastian Vettel   | RBR-Renault          | 57   | 1h39'36"169  | 1       | 25    |
| 2   | 5  | Fernando Alonso    | Ferrari              | 57   | +10"891      | 4       | 18    |
| 3   | 2  | Mark Webber        | RBR-Renault          | 57   | +27"255      | 2       | 15    |
| 4   | 3  | Lewis Hamilton     | McLaren-Mercedes     | 57   | +46"190      | 3       | 12    |
| 5   | 6  | Felipe Massa       | Ferrari              | 57   | +51"705      | 5       | 10    |
| 6   | 4  | Jenson Button      | McLaren-Mercedes     | 57   | +1'00"065    | 6       | 8     |
| 7   | 8  | Nico Rosberg       | Mercedes             | 57   | +1'38"090    | 7       | 6     |
| 8   | 19 | Jaime Alguersuari  | STR-Ferrari          | 56   | +1 giro      | 18      | 4     |
| 9   | 14 | Adrian Sutil       | Force India-Mercedes | 56   | +1 giro      | 10      | 2     |
| 10  | 9  | Nick Heidfeld      | Renault              | 56   | +1 giro      | 9       | 1     |
| 11  | 17 | Sergio Pérez       | Sauber-Ferrari       | 56   | +1 giro      | 16      |       |
| 12  | 11 | Rubens Barrichello | Williams-Cosworth    | 56   | +1 giro      | 13      |       |
| 13  | 18 | Sébastien Buemi    | STR-Ferrari          | 56   | +1 giro      | 17      |       |
| 14  | 15 | Paul di Resta      | Force India-Mercedes | 56   | +1 giro      | 12      |       |
| 15  | 10 | Vitaly Petrov      | Renault              | 56   | +1 giro      | 11      |       |
| 16  | 16 | Kamui Kobayashi    | Sauber-Ferrari       | 56   | +1 giro      | 14      |       |
| 17  | 7  | Michael Schumacher | Mercedes             | 56   | +1 giro      | 8       |       |
| 18  | 12 | Pastor Maldonado   | Williams-Cosworth    | 56   | +1 giro      | 15      |       |
| 19  | 20 | Heikki Kovalainen  | Lotus-Renault        | 55   | +2 giri      | 19      |       |
| 20  | 21 | Jarno Trulli       | Lotus-Renault        | 55   | +2 giri      | 20      |       |
| 21  | 24 | Timo Glock         | Virgin-Cosworth      | 55   | +2 giri      | 21      |       |
| 22  | 25 | Jérôme d'Ambrosio  | Virgin-Cosworth      | 55   | +2 giri      | 23      |       |
| 23  | 23 | Vitantonio Liuzzi  | HRT-Cosworth         | 54   | +3 giri      | 22      |       |
| 24  | 22 | Narain Karthikeyan | HRT-Cosworth         | 54   | +3 giri      | 24      |       |

## Classifiche Mondiali

### Piloti
| Pos | Pilota             | Punti |
| --- | ------------------ | ----- |
| 1   | Sebastian Vettel   | 186   |
| 2   | Jenson Button      | 109   |
| 3   | Mark Webber        | 109   |
| 4   | Lewis Hamilton     | 97    |
| 5   | Fernando Alonso    | 87    |
| 6   | Felipe Massa       | 42    |
| 7   | Nico Rosberg       | 32    |
| 8   | Vitaly Petrov      | 31    |
| 9   | Nick Heidfeld      | 30    |
| 10  | Michael Schumacher | 26    |
| 11  | Kamui Kobayashi    | 25    |
| 12  | Adrian Sutil       | 10    |
| 13  | Jaime Alguersuari  | 8     |
| 14  | Sébastien Buemi    | 8     |
| 15  | Rubens Barrichello | 4     |
| 16  | Sergio Pérez       | 2     |
| 17  | Paul di Resta      | 2     |

### Costruttori
| Pos | Team                 | Punti |
| --- | -------------------- | ----- |
| 1   | RBR-Renault          | 295   |
| 2   | McLaren-Mercedes     | 206   |
| 3   | Ferrari              | 129   |
| 4   | Renault              | 61    |
| 5   | Mercedes             | 58    |
| 6   | Sauber-Ferrari       | 27    |
| 7   | STR-Ferrari          | 16    |
| 8   | Force India-Mercedes | 12    |
| 9   | Williams-Cosworth    | 4     |